# Malocampa omaita
Malocampa omaita är en fjärilsart som beskrevs av Paul Dognin 1908. Malocampa omaita ingår i släktet Malocampa och familjen tandspinnare. Inga underarter finns listade i Catalogue of Life.